# Potentilla inclinata
Potentilla inclinata es una especie de planta herbácea perenne perteneciente a la familia Rosaceae. Es originaria de China.

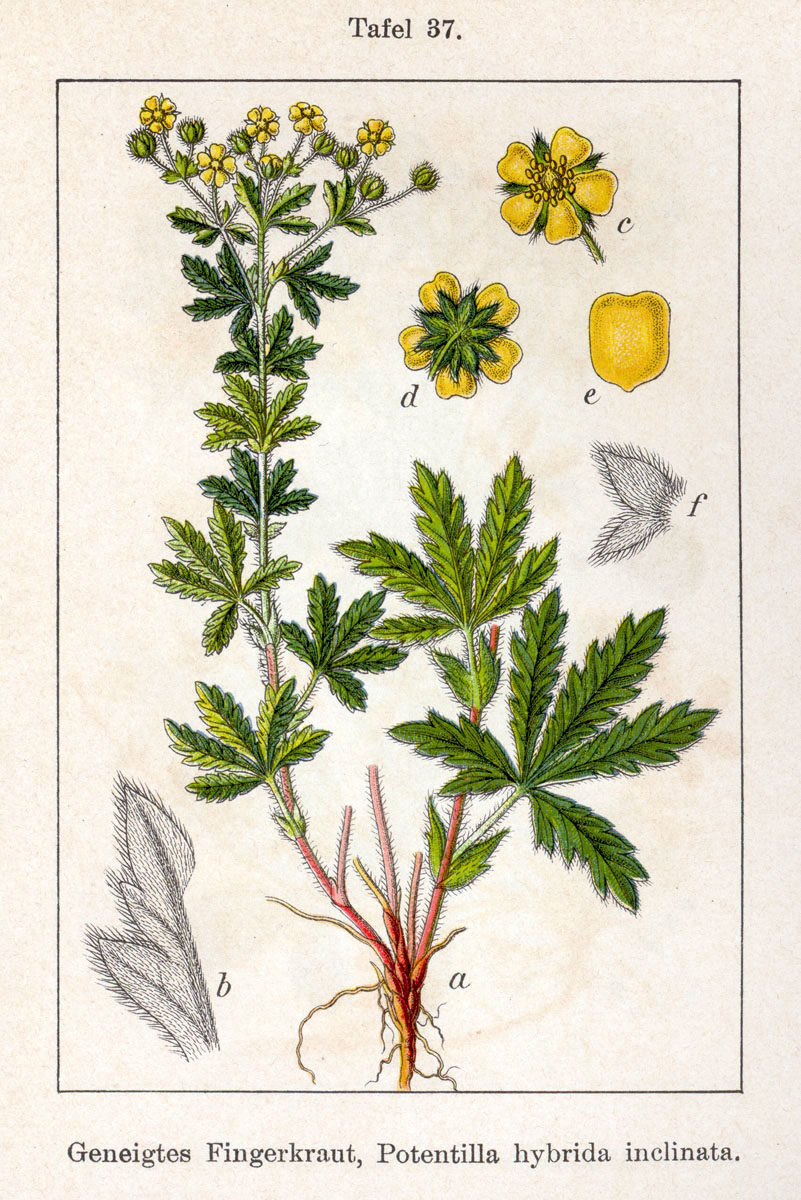
Ilustración

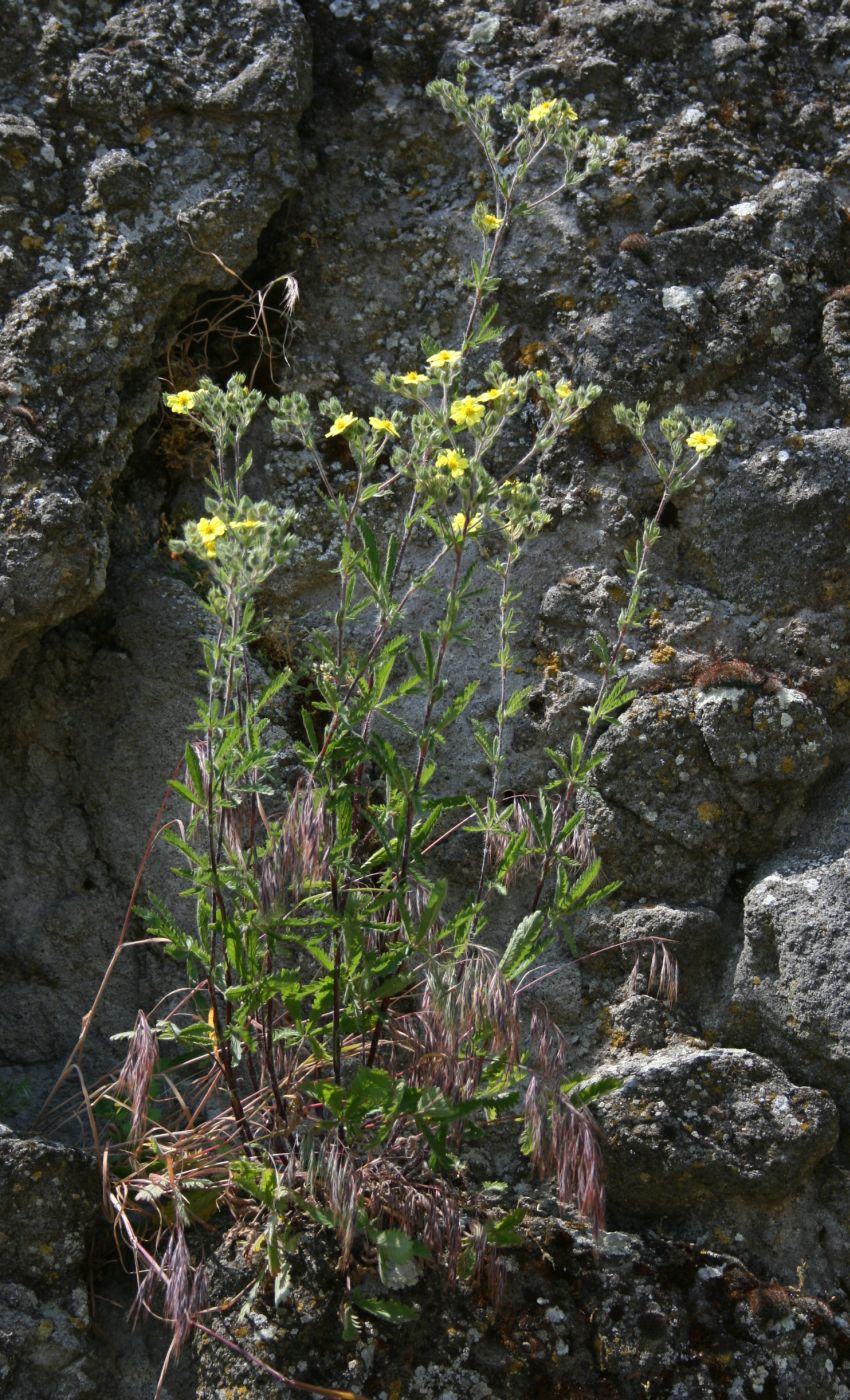
Vista de la planta en su hábitat

## Descripción
Es una planta herbácea perennifolia, que alcanza un tamaño de 15 a 50 cm de altura. El tallo es ascendente para erecto, frondoso abundante y con pelos densamente tomentosos. Las hojas son de 2 a 5 cm de largo, lanceoladas, profundamente serrado-dentadas a pinnatífidas, son de color gris.
El período de floración es de mayo a agosto. La inflorescencia en forma de panícula. Las flores son hermafroditas con un diámetro de 1 a 1,5 centímetros y simetría radial. Los cinco sépalos exteriores peludos son de 3 a 4 mm de largo y lanceolados de 4 a 5 mm de largo, ovados y puntiagudos. Los cinco pétalos libres, de color amarillo dorado a amarillo pálido son muy amplios obovados con una longitud de 5 a 7 milímetros y tiene 20 estambres presentes.

## Taxonomía
Potentilla inclinata fue descrita por Dominique Villars y publicado en Histoire des Plantes de Dauphiné 3(1): 567, pl. 45 [bottom left]. 1788.
Etimología
Potentilla: nombre genérico que deriva del latín postclásico potentilla, -ae de potens, -entis, potente, poderoso, que tiene poder; latín -illa, -illae, sufijo de diminutivo–. Alude a las poderosas presuntas propiedades tónicas y astringentes de esta planta. 
inclinata: epíteto latíno que significa "inclinada".
Sinonimia
- Hypargyrium subrectum (Jord.) Fourr.
- Potentilla adscendens Waldst. & Kit. ex Willd.
- Potentilla argentea var. canescens (Besser) Fiori
- Potentilla argentea subsp. impolita (Wahlenb.) Arcang.
- Potentilla argentea var. inclinata (Vill.) D”ll
- Potentilla argentea subsp. inclinata (Vill.) Berher
- Potentilla arthuriana Her.Hofmann
- Potentilla ascendens Waldst. & Kit. ex Willd.
- Potentilla assurgens Vill.
- Potentilla baumgarteniana Schur
- Potentilla bohemica Bl>locki ex Zimmeter
- Potentilla canescens Besser
- Potentilla × collina var. subrecta (Jord.) Rouy & E.G.Camus
- Potentilla crassicaulis Bl>locki ex Zimmeter
- Potentilla curvidens Schur
- Potentilla dichtliana Bl>locki
- Potentilla fissidens (Borb s) Zimmeter
- Potentilla × fussii J.R”mer
- Potentilla × hoelzlii Bl>locki
- Potentilla hungarica Willd. ex Schltdl.
- Potentilla husztensis Kit. ex J v.
- Potentilla impolita Wahlenb.
- Potentilla incrassata Zimmeter
- Potentilla intercedens Bl>locki
- Potentilla intermedia var. canescens (Besser) Wahlenb.
- Potentilla intermedia subsp. inclinata (Vill.) Bonnier & Layens
- Potentilla loddigesii Spreng.
- Potentilla oligotricha (Borb s ex Zimmeter) Bl>locki
- Potentilla podolica (Bl>locki) Bl>locki
- Potentilla polyodonta (Borb s) Zimmeter
- Potentilla radiata Lehm.
- Potentilla sadleri Rchb.
- Potentilla subrecta Jord.
- Potentilla szalatnyensis Kit. ex Th.Wolf
- Potentilla uechtritzii Zimmeter
- Potentilla varia var. canescens (Besser) Spenn.
- Potentilla vinosa Lodd. ex Spreng.[2]

1. ↑  «Potentilla inclinata». Tropicos.org. Missouri Botanical Garden. Consultado el 12 de enero de 2015.
2. ↑  «Potentilla inclinata». The Plant List. Consultado el 12 de enero de 2015.